# Mlada (Äbtissin)

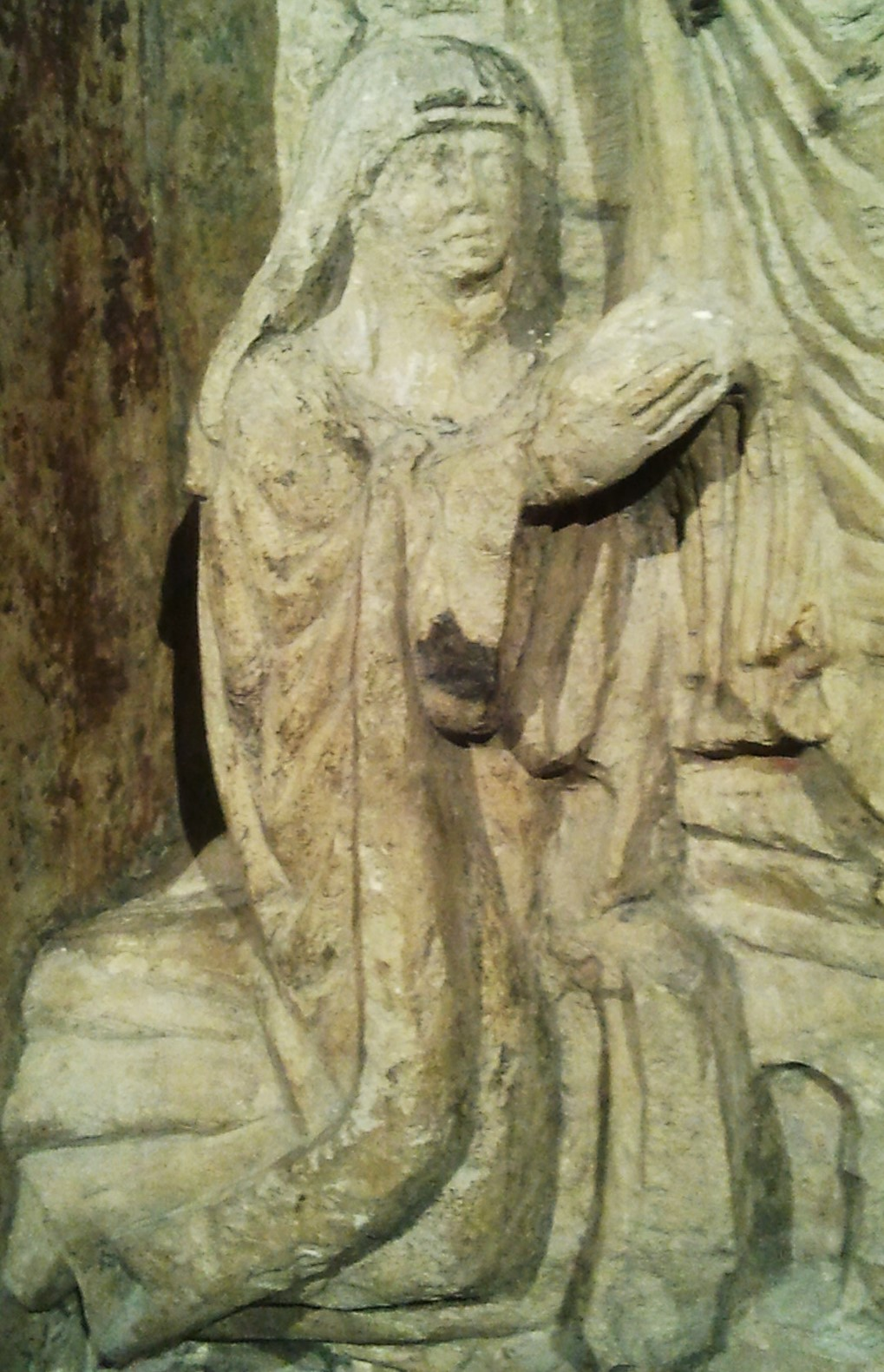
Mlada auf dem Tympanon des St.-Georgs-Klosters (1. Drittel des 13. Jahrhunderts)

Mlada war Benediktinerin, Äbtissin und Gründerin des ersten Klosters in Böhmen. Sie unternahm um 965 eine diplomatische Reise nach Rom und war maßgeblich an der Entstehung des Bistums Prag beteiligt.

## Leben
Mlada war die jüngste Tochter des böhmischen Fürsten Boleslav I. Die Chronica Boemorum schildert sie als eine gebildete Frau; sie hatte Latein gelernt und war für eine geistliche Laufbahn bestimmt. In den Jahren 965 bis 969 entsandte sie ihr Vater nach Rom, um bei Papst Johannes XIII. die Erlaubnis zur Gründung eines eigenständigen Bistums für Böhmen und Mähren zu erbitten. Die Verhandlungen verliefen zäh. Böhmen gehörte zur Diözese Regensburg und Bischof Michael weigerte sich bis zu seinem Tod am 23. September 972, auf die Einnahmen aus den böhmischen Kirchen zu verzichten. Die Zustimmung erteilte erst sein Nachfolger Wolfgang. Mlada konnte im Winter 972 Rom verlassen und nach Prag zurückkehren. Der kirchlichen Erlaubnis folgten weltliche Verhandlungen. Nachdem die Reichsversammlung in Quedlinburg im März 973 die Bistumsgründung beschlossen hatte, dauerte es noch weitere drei Jahre, bis 976 Thietmar zum ersten Prager Bischof geweiht wurde.
Als zweites Ergebnis der diplomatischen Mission erhielt Mlada die päpstliche Erlaubnis, ein Kloster gründen zu dürfen. Während ihres Aufenthaltes in Rom war sie in den Benediktinerorden eingetreten, hatte den Ordensnamen Maria angenommen und wurde zur Äbtissin geweiht. So konnte sie die Leitung der neugegründeten Abtei an der St. Georgskirche in der Prager Burg übernehmen, der ersten Ordensgemeinschaft in Böhmen überhaupt. Dieses Amt versah sie bis zu ihrem Tod.
Zeitgenössische Quellen überliefern weder das Geburts- noch das Todesdatum Mladas. Die oft angeführte Angabe, sie sei am 9. Februar 994 gestorben, stammt von dem Jesuiten Georgio Crugerio aus dem Jahr 1669 und greift die Überlieferung des Klosters auf. Einen offiziellen Status als Heilige oder Selige erreichten die Benediktinerinnen von St. Georg für die Klostergründerin nicht, sie wird daher als „ehrwürdig“ bezeichnet. Ihr Grab soll sich in der Marienkapelle des ehemaligen Georgsklosters befinden. Die archäologische Untersuchung konnte die Identität der dort bestatteten Person mit Äbtissin Mlada jedoch bisher nicht zweifelsfrei nachweisen.